# Mézy-sur-Seine
Mézy-sur-Seine – miejscowość i gmina we Francji, w regionie Île-de-France, w departamencie Yvelines.
Według danych na rok 1990 gminę zamieszkiwało 1698 osób, a gęstość zaludnienia wynosiła 357 osób/km² (wśród 1287 gmin regionu Île-de-France Mézy-sur-Seine plasuje się na 522. miejscu pod względem liczby ludności, natomiast pod względem powierzchni na miejscu 695.).